# Boreoheptagyia lurida
Boreoheptagyia lurida är en tvåvingeart som först beskrevs av Garrett 1925.  Boreoheptagyia lurida ingår i släktet Boreoheptagyia och familjen fjädermyggor. Inga underarter finns listade i Catalogue of Life.